# Kjellstad Station
Kjellstad Station (Kjellstad stasjon eller Kjellstad stoppested) var en jernbanestation på Drammenbanen, der lå i området Kjellstad i Lier kommune i Norge.
Stationen åbnede som holdeplads 1. maj 1916 under navnet Kjelstad, men den skiftede navn til Kjellstad 1. september 1922. Stationen bestod af et spor og en perron med en stationsbygning i træ. Den blev nedlagt 3. juni 1973, da Lieråsen tunnel åbnede, og banen fik et andet trace mellem Asker og Brakerøya. Dele af den gamle trace er i dag vandre- og cykelsti. Den gamle banelinie går i et næsten snorlige forløb fra Brakerøya forbi Nøste, Lierstranda og Kjellstad til Lierbyen.